# Runkel
Runkel è un comune tedesco di 9 457 abitanti, situato nel land dell'Assia.